# Marie-Célie Agnant
Marie-Célie Agnant (Puerto Príncipe, 1953) es una escritora haitiana afincada en Quebec (Canadá) desde 1970.
Autora de poemas, novelas y relatos cortos, también es cuentacuentos ocasional en Vermont. 

## Obras
- 1994 - Balafres
- 1997 - Le Silence comme le sang
- 1999 - Le Noël de Maïté
- 1999 - Alexis d'Haïti
- 2000 - Alexis, fils de Raphaël
- 2000 - La Dot de Sara
- 2001 - Vingt petits pas vers Maria
- 2001 - Le Livre d'Emma
- 2001 - Maria, Maria, Maria--
- 2003 - La Légende du poisson amoureux
- 2003 - L'Oranger magique
- 2005 - Créer, penser, informer
- 2006 - Un Alligator nommé Rosa